# Aménagement hydroélectrique du bassin versant de la Dordogne
 (janvier 2020).
Si vous disposez d'ouvrages ou d'articles de référence ou si vous connaissez des sites web de qualité traitant du thème abordé ici, merci de compléter l'article en donnant les références utiles à sa vérifiabilité et en les liant à la section « Notes et références ».
Cette page présente l'aménagement hydroélectrique (barrages, centrales hydroélectriques et canaux) du bassin versant de la Dordogne.

## Généralités
En 2023, le bassin de la Dordogne concentre 58 barrages et 28 centrales hydroélectriques représentant une puissance installée de 1 550 MW.

## Ouvrages

### Barrages sur la Dordogne
Les barrages sur la Dordogne sont classés ci-dessous de l'amont vers l'aval.
| Liste des barrages à vocation hydroélectrique construits pour aménager le bassin versant de la Dordogne |                          |                           |                        |                                      |       |
| Nom | Année de mise en service | Volume de la retenue (m3) | Hauteur du barrage (m) | Exploitant (+ période de concession) | Photo |
| Barrage de La Bourboule                                                                                 | 1897                     | 380 milliers              | 19,5                   | SOPRELEC                             |       |
| Barrage de Saint-Sauves-d'Auvergne                                                                      | 1921                     |                           | 6,25                   | SOPRELEC                             |       |
| Barrage de Bort-les-Orgues                                                                              | 1952                     | 477 millions              | 120                    | EDF                                  |       |
| Barrage de Marèges                                                                                      | 1935                     | 47 millions               | 82                     | SHEM                                 |       |
| Barrage de l'Aigle                                                                                      | 1946                     | 220 millions              | 84                     | EDF                                  |       |
| Barrage du Chastang                                                                                     | 1952                     | 187 millions              | 75                     | EDF                                  |       |
| Barrage d'Argentat                                                                                      | 1957                     | 7,2 millions              | 31                     | EDF                                  |       |
| Barrage de Mauzac                                                                                       | 1843                     | 7,5 millions              | 5,85                   | EDF                                  |       |
| Barrage de Tuilières                                                                                    | 1909                     | 5 millions                | 31                     | EDF                                  |       |
| Barrage de Bergerac                                                                                     | 1966                     |                           | 5,4                    | EDF                                  |       |

### Barrages sur les affluents ou sous-affluents de la Dordogne
Les barrages sont classés par ordre alphabétique des noms de cours d'eau, puis de l'amont vers l'aval pour ceux d'un même cours d'eau.
| Liste des barrages à vocation hydroélectrique construits pour aménager le bassin versant de la Dordogne |             |                          |                           |                        |                                      |       |
| Nom | Cours d'eau | Année de mise en service | Volume de la retenue (m3) | Hauteur du barrage (m) | Exploitant (+ période de concession) | Photo |
| Barrage des Esprats                                                                                     | Auze        |                          |                           |                        |                                      |       |
| Ancien barrage de Vic-sur-Cère                                                                          | Cère        | 1897                     |                           |                        |                                      |       |
| Barrage de Saint-Étienne-Cantalès                                                                       | Cère        | 1945                     | 133 millions              | 69                     | EDF                                  |       |
| Barrage de Nèpes (Escaumels 2)                                                                          | Cère        |                          |                           |                        |                                      |       |
| Barrage de Montvert                                                                                     | Cère        |                          |                           |                        |                                      |       |
| Barrage de Camps                                                                                        | Cère        |                          |                           |                        |                                      |       |
| Barrage de Candes                                                                                       | Cère        |                          |                           |                        |                                      |       |
| Barrage de Corrèze                                                                                      | Corrèze     |                          |                           |                        |                                      |       |
| Barrage de la Valette                                                                                   | Doustre     | 1949                     | 31 millions               | 50                     |                                      |       |
| Barrage de Glane de Servières                                                                           | Glane       |                          |                           |                        |                                      |       |
| Barrage de la Luzège                                                                                    | Luzège      |                          |                           |                        |                                      |       |
| Barrage d'Enchanet                                                                                      | Maronne     | 1950                     | 93 millions               | 69                     | EDF                                  |       |
| Barrage du Gour Noir                                                                                    | Maronne     | 1946                     | 5,2 millions              | 43                     | EDF                                  |       |
| Barrage de Hautefage ou de la Broquerie                                                                 | Maronne     | 1958                     | 27 millions               | 52                     | EDF                                  |       |
| Barrage de Voussaire                                                                                    | Rhue        |                          |                           |                        |                                      |       |
| Barrage de Neuvic ou de la Triouzoune                                                                   | Triouzoune  | 1945                     | 24 millions               | 27                     |                                      |       |
| Barrage de Monceaux la Virolle                                                                          | Vézère      | 1946                     | 20,5 millions             | 32                     | EDF                                  |       |
| Barrage de Treignac                                                                                     | Vézère      | 1952                     | 7,5 millions              | 22.5                   | EDF                                  |       |
| Barrage de Biard                                                                                        | Vézère      |                          |                           |                        |                                      |       |
| Barrage de Peyrissac                                                                                    | Vézère      |                          |                           |                        |                                      |       |
| Barrage du Gour Noir                                                                                    | Vézère      |                          |                           |                        |                                      |       |
| Barrage de Pouch                                                                                        | Vézère      |                          |                           |                        |                                      |       |
| Barrage du Saillant                                                                                     | Vézère      |                          |                           |                        | EDF                                  |       |